# Пітер Шилтон
Пітер Шилтон (англ. Peter Shilton, нар. 18 вересня 1949, Лестер) — англійський футболіст, воротар. 
Рекордсмен світу за кількістю проведених у кар'єрі офіційних ігор — провів протягом 1966—1997 років у складі клубних команд та збірних загалом 1390 офіційних матчів. Рекордсмен збірної Англії за кількістю проведених у її складі матчів (125).

## Клубна кар'єра
Вихованець футбольної школи клубу «Лестер Сіті». Дорослу футбольну кар'єру розпочав 1966 року в основній команді того ж клубу, в якій провів вісім сезонів, взявши участь у 286 матчах чемпіонату. Більшість часу, проведеного у складі «Лестер Сіті», був основним голкіпером команди. За цей час виборов титул володаря Суперкубка Англії з футболу.
Згодом з 1974 по 1996 рік грав у складі команд клубів «Сток Сіті», «Ноттінгем Форест», «Саутгемптон», «Дербі Каунті», «Плімут», «Вімблдон», «Болтон Вондерерз», «Ковентрі Сіті» та «Вест Хем Юнайтед». У складі «Плімута» був граючим тренером команди.
Найбільших успіхів досяг, виступаючи у 1977—1982 роках за «Ноттінгем Форест», — у складі цього клубу додав до переліку своїх трофеїв титул чемпіона Англії, знову ставав володарем Суперкубка Англії з футболу, двічі виборював Кубок європейських чемпіонів, ставав володарем Суперкубка УЄФА.
Завершив професійну ігрову кар'єру у клубі нижчої ліги «Лейтон Орієнт», за команду якого виступав протягом 1996—1997 років.

## Виступи за збірну
1970 року дебютував в офіційних матчах у складі національної збірної Англії. Протягом кар'єри у національній команді, яка тривала 21 рік, провів у формі головної команди країни 125 матчів. 
У складі збірної був учасником чемпіонату Європи 1980 року в Італії, чемпіонату світу 1982 року в Іспанії, чемпіонату світу 1986 року у Мексиці, чемпіонату Європи 1988 року у ФРН, а також чемпіонату світу 1990 року в Італії. Своїм виступом на італійському мундіалі Шилтон побив тодішній рекорд Діно Дзоффа (40 років), зігравши у 41-річному віці (на наступному мундіалі Шилтона перевершив Роже Мілла, зігравши у 42 роки).
Став першим воротарем, якому вдалося провести десять «сухих» матчів у фінальних частинах чемпіонатів світу.

## Титули і досягнення

### Командні
- Чемпіон Англії (1):

«Ноттінгем Форест»: 1977-78
- Володар Кубка англійської ліги (2):

«Ноттінгем Форест»: 1977-78, 1978-79
- Володар Суперкубка Англії з футболу (2):

«Лестер Сіті»:  1971
«Ноттінгем Форест»:  1978
- Володар Кубка чемпіонів УЄФА (2):

«Ноттінгем Форест»: 1978-79, 1979-80
- Володар Суперкубка Європи (1):

«Ноттінгем Форест»: 1979

### Особисті
- Гравець року за версією футболістів ПФА (1978)
- Зал слави англійського футболу, занесено у 2002
- Рекордсмен світу за кількістю зіграних офіційних матчів (1390)
- Рекордсмен збірної Англії за кількістю проведених у її складі офіційних матчів (125)